# 버니섬

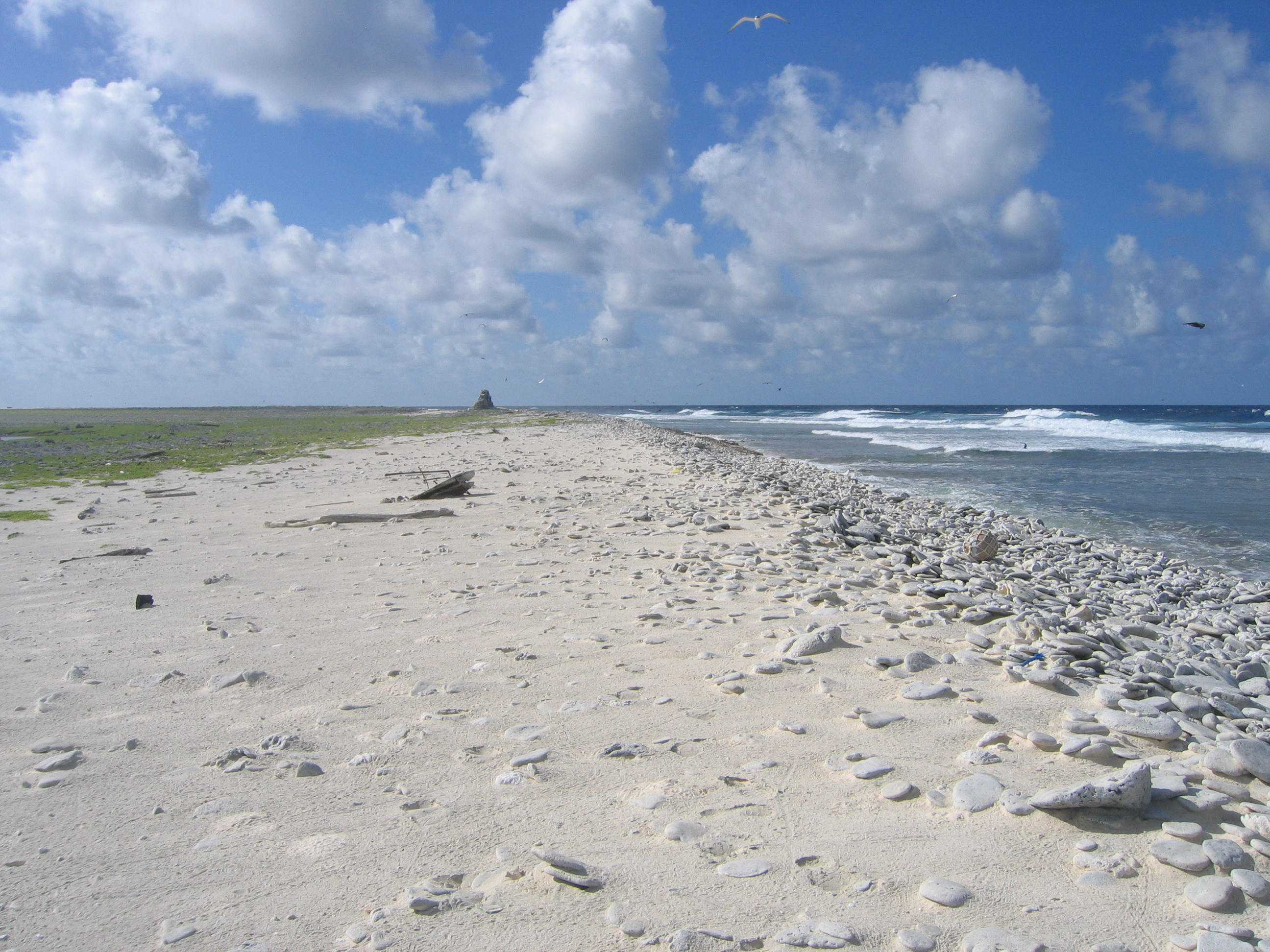
버니섬

버니섬(Birnie Island)은 태평양 중서부에 위치한 키리바시의 섬으로, 피닉스 제도에 속한다.